# Daniel Lorio
Daniel Pereira Lorio (Rio de Janeiro, Rio de Janeiro, 26 de maio de 1994), mais conhecido como Danielzinho, é um jogador de basquete que atua como armador. Joga atualmente na equipe sub-22 Flamengo, tendo oportunidades na equipe profissional desde 2014.
Fez parte da equipe campeã do NBB 2014 e 2015, da FIBA Liga das Américas 2014 e da Copa Intercontinental de Basquete de 2014, tendo oportunidades na equipe profissional desde 2014.

## Títulos
Flamengo
- Campeonato Mundial Interclubes: 1 (2014)
- Liga das Américas: 1 (2014)
- Campeonato Brasileiro: 3 (2014, 2015 e 2016)
- Campeonato Carioca: 2 (2014 e  2015)
- Liga de Desenvolvimento de Basquete: 2 (2011 e 2014)